# 邵鸿
邵鸿（1957年11月—），辽宁盖州人，中华人民共和国政治人物，副国级领导人。现任全国政协副主席、九三学社中央委员会常务副主席，以及中央社会主义学院副院长。

## 生平
邵鸿早年曾下乡插队。1978年考入原江西师范学院历史系学习；本科毕业后，转入中山大学经济系，攻读研究生；1985年获硕士学位，被分配到江西大学历史系任教。1987年至1991年，邵鸿在南开大学历史系攻读研究生，获博士学位。
自1991年，邵鸿历任江西大学、南昌大学历史系讲师、副教授、教授，南昌大学历史系副主任、人文学院副院长，历史系主任，研究生处处长，第八届江西省政协常委等职；1999年，出任南昌大学副校长，还曾兼任南昌大学中德联合研究院院长。
2002年，邵鸿加入九三学社，并当选九三学社第十一届中央委员会常务委员、江西省主任委员，由此步入政界。2003年1月，连任第九届江西省政协常委，并任政协副秘书长；2004年起，兼任江西省社会主义学院院长；2005年，在九三学社十一届四中全会上，和王志珍共同被增补为中央副主席。2008年3月，在政协第十一届全国委员会第一次会议上，当选全国政协常务委员会委员、并担任提案委员会副主任。2012年10月起，兼任九三学社中央委员会秘书长；12月，当选九三学社第十三届中央委员会常务副主席。2013年3月，连任第十二届全国政协常委，兼任全国政协副秘书长。2018年1月，当选第十三届全国政协委员。
2018年3月14日，在全国政协十三届一次会议第四次全体会议上，当选为全国政协副主席。

## 学术成就
邵鸿曾长期从事中国社会经济史和中国军事历史研究，并致力于江西地方经济史和旅游业的研究；曾接替谷霁光主持完成国家教委重点社科研究项目《中国兵制史》的研究和编写，并参与多项国家哲学社会科学基金项目书籍的编写工作。曾获江西省优秀社科成果一等奖。